# Иоланда Савойская
Принцесса Иоланда Савойская (1 июня 1901, Рим — 16 октября 1986, Рим) — старшая дочь короля Италии Виктора Эммануила III и его жены принцессы Елены Черногорской, сестра Умберто II, последнего короля Италии.

## Биография
Принцесса Иоланда Маргарита Милена Елизавета Романа Мария Савойская родилась в Риме. Она была очень увлечена спортом, особенно её интересовали плавание и верховая езда.
После брака, Иоланда жила в городе Пинероло, к юго-западу от Турина.
В 1946 году, Иоланда и её семья отправилась в добровольное изгнание с отцом в Александрию, Египет. После смерти короля Виктора Эммануила, Иоланда и её семья вернулась в Италию, где они жили в Кастелпозиано.
Иоланда скончалась в больнице в Риме 16 октября 1986 года и была похоронена в Турине.

## Брак и дети
9 апреля 1923 года в Квиринальском дворце в Риме, она вышла замуж за Джорджо Карло Кальви, графа Берголо (15 марта 1887 — 25 февраля 1977). У них было пятеро детей:
- Мария Лудовика Кальви ди Берголо (24 января 1924 — 19 июля 2017), вышла замуж за Роберта Гаше (1918—2011) в 1949 году:
  - Умберто Имар Гаше (род. 1954) был женат на Имаре Руффо ди Калабриа (род. 1958 г.), племяннице королевы Бельгии Паолы, развод
  - Элен Гаше (род. 1955)
- Джорджо Кальви ди Берголо (родился и умер 1925 году), умер от бронхиальной пневмонии через шесть дней
- Виттория Кальви ди Берголо (22 июня 1927 — март 1985), вышла замуж за Гульельмо, графа ди Бренцоне (1919 — 4 сентября 2006) в 1947 году:
  - Эммануила ди Бренцоне (род. в 1948)
  - Агостино, граф ди Бренцоне (род. в 1951)
  - Гульельмо ди Бренцоне (род. в 1954)
- Гиа-Анна Кальви ди Берголо (род. 8 марта 1930 года), вышла замуж в 1951 году до Карло Гуарьенти (р. 1923)
  - Мария Гуарьенти (1952—1971)
  - Дельфинелла Гуарьенти (род. 1954)
- Пьер Франческо Кальви, граф Берголо (22 декабря 1933—18 июня 2012), женился в 1958 году на актрисе Марисе Алласио (р. 1936):
  - Карло Джорджо Кальви ди Берголо (р. 1959);
  - Анда Кальви ди Берголо (р. 1962).